# Sint-Nicolaaskerk (Heuthen)
De Sint-Nicolaaskerk in Heuthen in het Landkreis Eichsfeld, Thüringen is een rooms-katholieke dorpskerk.

## Geschiedenis

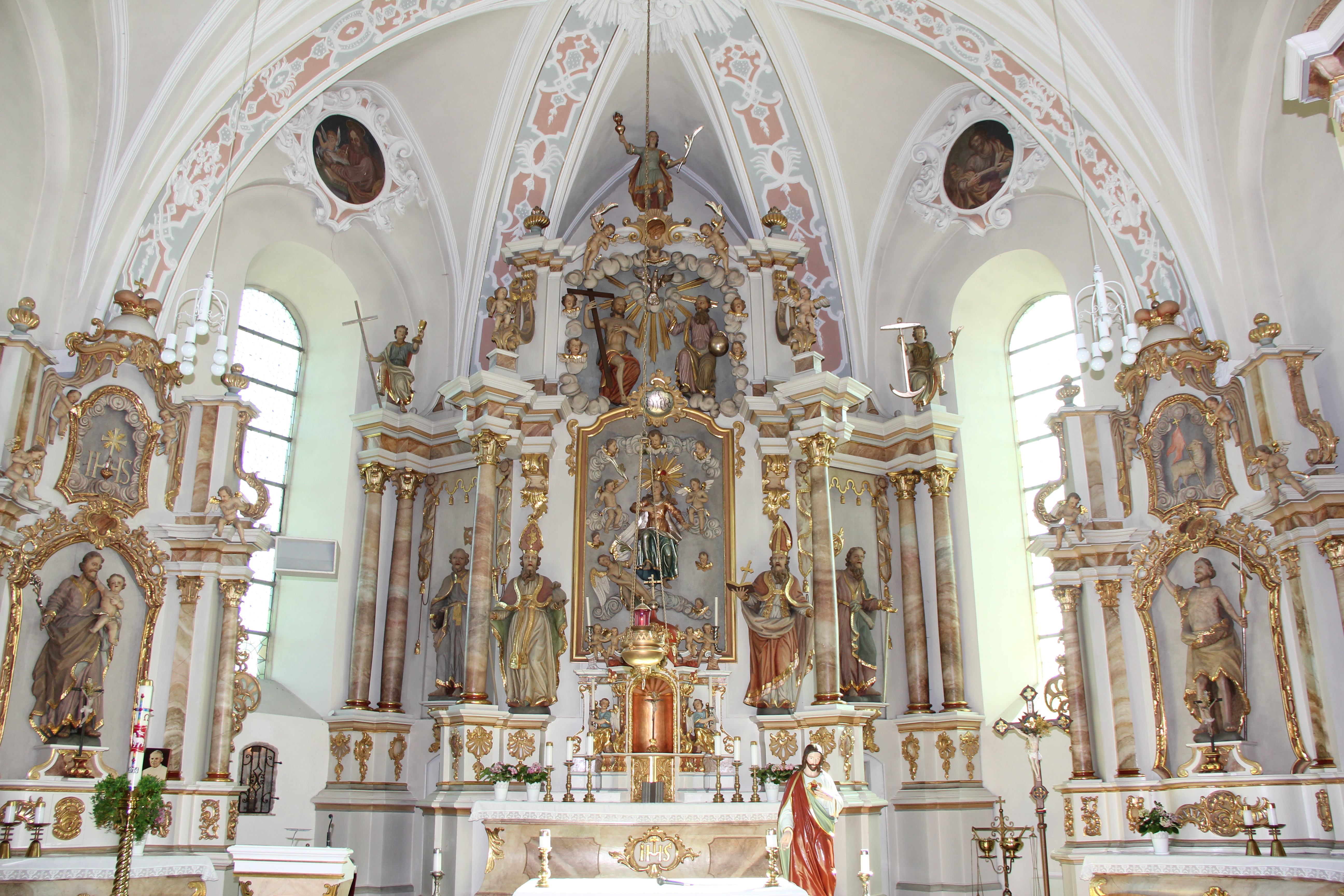
Interieur

De barokke Nicolaaskerk werd tussen 1745 en 1749 gebouwd en behoort tot de mooiste barokke dorpskerken van het katholieke Eichsfeld. Het interieur werd door de bewoners van het dorp zelf ingericht, zodat de voltooiing ervan zich uitstrekte over een periode van 30 jaar. Voor een dorp van toentertijd circa 500 inwoners betrof dit een enorme offerbereidheid.
Een van de laatste aanwinsten in de kerk zijn de drie pausvensters uit 2005-2007. Ze stellen paus Johannes XXIII, paus Johannes Paulus II en paus Benedictus XVI voor.